# Lutzomyia viriosa
Lutzomyia viriosa är en tvåvingeart som först beskrevs av Fairchild G. B., Hertig M. 1958.  Lutzomyia viriosa ingår i släktet Lutzomyia och familjen fjärilsmyggor. Inga underarter finns listade i Catalogue of Life.